# Silke Braun-Schwager
Silke Braun-Schwager, geborene Silke Braun (* 8. April 1969 in Oberwiesenthal), ist eine ehemalige deutsch-schweizerische Skilangläuferin, welche für die Deutsche Demokratische Republik und die Schweiz an den Start ging. Sie nahm für die DDR einmal und für die Schweiz zweimal an Olympischen Winterspielen teil.

## Karriere
Braun-Schwager, die für den SC Traktor Oberwiesenthal und den SC am Bachtel startete, hatte ihren ersten internationalen Erfolg bei den Nordischen Junioren-Skiweltmeisterschaften 1987 in Asiago. Dort holte sie die Silbermedaille mit der Staffel. In der Saison 1987/88 erreichte sie mit jeweils Platz zehn in La Clusaz über 5 km Freistil und in Toblach über 20 km Freistil ihre beste Einzelplatzierung im Weltcup und mit dem 31. Platz im Gesamtweltcup ihr bestes Gesamtergebnis. Zudem wurde sie für die Olympischen Winterspiele 1988 nominiert und belegte beim Wettbewerb über fünf Kilometer im klassischen Stil den 25. Platz. Gemeinsam mit Simone Greiner-Petter, Kerstin Moring und Simone Opitz belegte sie im Staffel-Wettbewerb den fünften Platz. Sie nahm zudem noch an den Nordischen Skiweltmeisterschaften 1989 in Lahti teil.
Vor den Olympischen Spielen 1992 wechselte sie die Nation und startete nun für die Schweiz. Sie wurde für die Olympischen Spiele in Albertville nominiert und wurde über die 15 Kilometer eingesetzt, wo sie aber während des Rennens aufgeben musste. Zwei Jahre später wurde sie für die Olympischen Winterspiele in Lillehammer nominiert. Beim Wettbewerb über die fünf Kilometer belegte sie den 42. Platz, beim Wettbewerb über die zehn Kilometer den 39. Platz und beim Wettbewerb über die 30 Kilometer den 33. Platz. Zudem belegte sie gemeinsam mit Brigitte Albrecht, Sylvia Honegger und Barbara Mettler den fünften Platz. Bei den Nordischen Skiweltmeisterschaften 1993 in Falun lief sie auf den 38. Platz über 15 km klassisch und auf den siebten Rang mit der Staffel. Bei Schweizer Meisterschaften siegte sie 1993 und 1994 jeweils mit der Staffel vom SC am Bachtel.

## Teilnahmen an Weltmeisterschaften und Olympischen Winterspielen

### Olympische Winterspiele
- 1988 Calgary: 5. Platz Staffel, 25. Platz 5 km klassisch
- 1992 Albertville: DNF 15 km klassisch
- 1994 Lillehammer: 5. Platz Staffel, 33. Platz 30 km klassisch, 39. Platz 10 km Verfolgung, 42. Platz 5 km klassisch

### Nordische Skiweltmeisterschaften
- 1989 Lahti: 24. Platz 10 km Freistil, 24. Platz 10 km klassisch
- 1993 Falun: 7. Platz Staffel, 38. Platz 15 km klassisch